# 诸葛衡
诸葛衡（？—？），字峻文，琅邪阳都人，诸葛恢的儿子，诸葛甝、诸葛虪、诸葛文彪、诸葛文熊的兄弟。
诸葛衡官至荥阳太守，娶河南邓攸的女儿为妻，河南邓氏是与琅邪诸葛氏世代通婚的家族。